# Густавия
Густавия (на френски: Gustavia) е столица на Сен Бартелми, отвъдморска територия на Франция.

## История
Името си градът получава от шведския крал Густав III през 1785 г., когато Франция отстъпва острова на Швеция. През 1878 г. Франция отново връща острова. Основния отрасъл е туризма.
Сред забележителностите на града са няколко англикански църкви от средата на XIX век.

## Население
Градът има 3200 жители, представляващи около половината от цялото население на острова. Мнозинството от жителите на Густавия са католици.